# Mafra (kommun i Brasilien, Santa Catarina, lat -26,28, long -49,84)
Mafra är en kommun i Brasilien.   Den ligger i delstaten Santa Catarina, i den södra delen av landet, 1 200 km söder om huvudstaden Brasília. Antalet invånare är 52 920.
Följande samhällen finns i Mafra:
- Mafra

I omgivningarna runt Mafra växer i huvudsak städsegrön lövskog. Runt Mafra är det mycket glesbefolkat, med 7 invånare per kvadratkilometer.